# Rafael Peralta (bokser)
Rafael Peralta – dominikański bokser, srebrny medalista igrzysk Ameryki Środkowej i Karaibów w San Juan z roku 1966.

## Kariera
W 1966 roku Peralta zajął drugie miejsce w kategorii koguciej na igrzyskach Ameryki Środkowej i Karaibów, które rozgrywane były w San Juan. W półfinale Peralta pokonał na punkty reprezentanta Gujany Terence'a Greena, awansując do finału. W finale rywalem Dominikańczyka był Wenezuelczyk Ramón Guzmán, który wygrał przez nokaut w drugiej rundzie, zdobywając złoty medal.